# Star Wars: Episodio III - La venganza de los Sith
Star Wars: Episodio III - La venganza de los Sith (título original en inglés: Star Wars: Episode III - Revenge of the Sith; también conocida en español como La guerra de las galaxias: Episodio 3 - La venganza de los Sith) es una película de space opera estadounidense, escrita y dirigida por George Lucas. Fue la sexta película estrenada de la saga de Star Wars, siendo la tercera en la trilogía de precuelas. Es la primera película de Star Wars en ser clasificada PG-13.
La trama describe una época en la que los Caballeros Jedi se han esparcido por toda la galaxia, dirigiendo un ejército clon masivo para enfrentar a los Separatistas Galácticos, tres años después del inicio de las Guerras Clon. El Canciller Palpatine fue secuestrado y el Maestro Jedi Obi-Wan Kenobi, acompañado de su aprendiz Anakin Skywalker, es enviado a rescatarlo en una misión, donde también debe eliminar a los Líderes Separatistas, el Conde Dooku y el General Grievous, para concluir el conflicto galáctico. Después de ser rescatado, el canciller fortalece su amistad con Anakin, para poder convencerlo de que existen mayores beneficios en el Lado Oscuro de la Fuerza, que del Lado Luminoso. La Orden Jedi empieza a sospechar de la amistad entre el canciller y Anakin, por lo que intenta averiguar los verdaderos objetivos de Palpatine. Cuando el canciller se descubre, repentinamente, como el siniestro Lord Sith Darth Sidious, los destinos de la Orden Jedi y de la República Galáctica se encuentran expuestos ante un inminente peligro.
Lucas comenzó a escribir el guion antes de que terminara la producción de El Ataque de los Clones. La producción del Episodio III comenzó en septiembre de 2003, y la filmación tuvo lugar en Australia con ubicaciones adicionales en Tailandia, Suiza, China, Italia y el Reino Unido. La venganza de los Sith se estrenó el 15 de mayo de 2005 en el Festival de Cannes, luego se estrenó en todo el mundo el 19 de mayo de 2005. La película recibió críticas generalmente positivas de los críticos; los elogios se dirigieron hacia sus temas maduros, partituras musicales, secuencias de acción, efectos visuales, disfraces, maquillaje y las actuaciones de McGregor, Portman, Christensen, McDiarmid, Oz y Jimmy Smits.
Revenge of the Sith rompió varios récords de taquilla durante su semana de apertura y ganó más de 850 millones de dólares en todo el mundo, convirtiéndose en la segunda película con mayor recaudación en la franquicia de Star Wars en ese momento. Fue la película de mayor recaudación en los EE. UU., y la segunda película de mayor recaudación en todo el mundo en 2005. La película también tiene el récord de la mayor recaudación bruta de un jueves, con un ingreso de 50 millones de dólares.

## Sinopsis
Años después del inicio de las Guerra de los Clones, los nobles Caballeros Jedi lideran un gran ejército clon en un combate de toda la galaxia contra los separatistas. Cuando el siniestro Sith devela un plan de mil años de antigüedad para gobernar la galaxia, la República se desmorona y de sus cenizas se eleva el malvado Imperio Galáctico. El heroico Jedi, Anakin Skywalker, es seducido por el lado oscuro de la Fuerza para convertirse en el nuevo aprendiz del Emperador, Darth Vader. Los Jedi son diezmados, mientras Obi-Wan Kenobi y el Maestro Jedi Yoda se ven obligados a esconderse. La única esperanza de la galaxia es la propia descendencia de Anakin: los hijos gemelos nacidos en secreto que crecerán hasta convertirse en héroes.
Sinopsis oficial.

## Argumento
Hace mucho tiempo en una galaxia muy, muy lejana [...] ¡Guerra! La República se desmorona bajo los ataques del despiadado Conde Dooku, señor de los Sith. Hay héroes en ambos bandos. El mal está por doquier. [...] En una maniobra audaz, el diabólico líder droide, General Grievous, ha entrado a la capital de la República y secuestrado al canciller Palpatine, líder del Senado Galáctico. [...] Mientras el Ejército Droide Separatista trata de huir de la asediada capital con su valioso rehén, dos caballeros Jedi dirigen una misión desesperada para rescatar al canciller cautivo...
Texto introductorio.

La Guerra de los Clones continúa y el canciller Palpatine (Ian McDiarmid) ha sido secuestrado por el Líder Separatista de la Confederación de Sistemas Independientes, el General Grievous (Matthew Wood). Los Jedi Obi-Wan Kenobi (Ewan McGregor) y Anakin Skywalker (Hayden Christensen) encabezan una misión para rescatar al Canciller y detener a Grievous. Después de abordar la nave "La Mano Invisible" y localizar al Canciller Palpatine, los Jedi tienen un encuentro con el Conde Dooku (Christopher Lee), en el cual Obi Wan es puesto fuera de combate. Anakin, por otro lado, siendo provocado todo el tiempo por Dooku, se deja llevar por su furia y accede temporalmente al Lado Oscuro de la Fuerza con lo que pone el combate a su favor y finalmente derrota al Sith, cortándole ambas manos con su sable de luz. Momentos después Anakin atrapa el sable de luz del Conde Dooku y cruza tanto el suyo como el del lord Sith, dejándose llevar no solo por su odio al Sith que le cortó el brazo y comenzó la Guerra de los Clones, en ese momento el Canciller Palpatine le pide por sugerencia eliminar al derrotado líder Separatista de una vez por todas, pero en ese momento Anakin se pone a dudar de sus actos ajenos al Código de la Orden Jedi y le menciona al Canciller que no es correcto matarlo, pero Palpatine por insistencia le exige que lo haga y finalmente Anakin accede a cumplir esta orden y rápidamente decapita al Conde Dooku, matándolo en el acto. Posteriormente el Canciller Palpatine le menciona a Anakin que cumplió bien con su deber y que era "demasiado peligroso para mantenerlo vivo", pero Anakin por su parte le responde que como el Conde Dooku no estaba armado no tenía que haberlo asesinado de esa forma y que un Caballero Jedi no se comporta así, pero Palpatine le menciona que eso es algo muy natural, ya que el Conde Dooku en su momento le cortó el brazo derecho y Anakin quería venganza, además de que no es la primera vez que esto le ocurre a él y le recuerda que una vez le contó todo sobre el incidente de su madre, Shimi Skywalker y los Moradores de las Arenas en el planeta Tatooine, posteriormente rescatan a un Obi-Wan inconsciente y deciden abandonar la nave lo más pronto posible antes de que lleguen más droides de seguridad. Sin embargo, son capturados por Grievous. Una vez frente al general, Obi-Wan y Anakin logran liberarse e intentan arrestar a Grievous, pero este logra escapar del ataque, ocasionando que la misión falle en uno de sus primordiales objetivos. Aterrizando lo que queda de "La Mano Invisible" en el planeta Coruscant, los Jedis logran rescatar al Canciller. Palpatine nombra a Anakin como su representante directo ante el Alto Consejo Jedi, una decisión que causa malestares y desacuerdos con la Orden Jedi, al considerarla como una intromisión de Palpatine y la política en las decisiones del Alto Consejo Jedi.
Por otra parte, Anakin se entera de que su esposa Padmé Amidala (Natalie Portman) está embarazada. Visiblemente contentos por esta noticia, ambos comienzan a hacer planes para criar a su hijo en el planeta Naboo. Esa misma noche, Anakin comienza a ser perturbado por numerosas pesadillas, en las que tiene visiones de Padmé muriendo en el parto, similares a las que tenía de su madre, poco antes de que ella muriera en sus brazos.
Al día siguiente, Obi-Wan le cuenta discretamente a Anakin que el Alto Consejo le ha asignado la tarea de espiar al Canciller, debido a la sospecha por su presunta corrupción en el Senado Galáctico con el fin de evitar ser relegado de su cargo político y sus facultades adquiridas durante la Guerra de los Clones. No obstante, el joven Jedi no está completamente seguro si debería asumir esa orden, puesto que el canciller se ha convertido en su "amigo y consejero". A partir de su nombramiento como representante de la cancillería ante la Orden Jedi, Anakin ha comenzado a desarrollar una profunda amistad con Palpatine. Además, este ha intentado convencerlo sutilmente, en todas y cada una de sus conversaciones, sobre los privilegios exclusivos con los que cuenta el Lado Oscuro de la Fuerza. Uno de ellos es el aprendizaje de una habilidad oscura para prevenir la muerte de cualquier persona, algo que según Palpatine, solo pudo conseguir el Señor Oscuro de los Sith Darth Plagueis el Sabio. Esto ocasiona el interés de Anakin, puesto que sabe que sus pesadillas podrían volverse realidad y por lo tanto, teme que Padmé se encuentre en riesgo de morir, ante todo esto Anakin le pregunta que fue lo que le pasó Darth Plagueis y Palpatine simplemente le revela que Plagueis se volvió alguien muy poderoso con el paso de los años y que su único miedo era perder su poder lo que finalmente sucedió. Por desgracia de Plagueis, le enseñó a su aprendiz todo lo que sabía y una noche su propio aprendiz lo asesinó mientras dormía, posterior a esto Palpatine le menciona que es muy irónica su tragedia, ya que Plagueis trataba de salvar a otros de morir, pero al único que no pudo salvar fue a sí mismo.
En esos momentos, Obi-Wan viaja a Utapau para capturar al General Grievous, en donde se enfrentan en un duelo de sables de luz, pero a pesar de todo Obi-Wan resulta ser más astuto que Grievous y logra derrotarlo fácilmente en el duelo, forzando al General a emplear la retirada, pero en medio de la persecución Obi-Wan pierde su sable de luz el cual termina en manos del Comandante Clon Cody. Mientras tanto el maestro Windu y la Orden Jedi son informados por el Comandante clon Cody de que han iniciado la emboscada en Utapau, Windu inmediatamente le pide a Anakin que lleve el informe detallado de la situación al Canciller. Cuando Anakin abandona la sala, Windu le informa a los otros maestros que teme que se prepare un plan en contra de los Jedi, por lo que la Orden Jedi piensa que si el canciller Palpatine no renuncia a su nombramiento en el Senado tras la muerte del General Grievous, el consejo Jedi deberá retirarlo de su cargo, aunque el maestro Yoda les informa que si toman esa acción deberán ser muy cautelosos. Mientras tanto en la oficina del canciller, Anakin logra percatarse que Palpatine conoce demasiados detalles acerca del Lado Oscuro de La Fuerza, por lo que comienza a desconfiar de él. Entonces el canciller se revela, sorpresivamente, como Darth Sidious, el Señor Oscuro de los Sith. Desconcertado, Anakin acude al Alto Consejo para notificarle la verdadera identidad del Canciller. Mientras tanto en Utapau Obi-Wan consigue alcanzar el deslizador del General Grievous hasta el hangar de su nave, en donde estos se enfrentan nuevamente en una pelea en la cual, Obi-Wan descubre el punto débil de Grievous sobre su pecho (el cual tiene almacenado sus órganos vitales) y con la ayuda de un bláster, le dispara múltiples veces al pecho, matándolo. Sin embargo antes de retirarse Obi-Wan le menciona al cuerpo Grievous diciendo: "Que incivilizado", esto se debe al hecho de haberlo matado con un arma poco civilizada como un bláster. Mientras tanto el Templo Jedi, el Maestro Jedi Mace Windu (Samuel L. Jackson) le informa a Anakin, que su maestro logró matar al General Grievous y ahora el Consejo Jedi están a la espera de que el canciller renuncie a su nombramiento en el Senado Galáctico, pero Anakin le informa que el canciller no va a ceder el poder del Senado y le informa que el mismo en realidad es un Lord Sith, Windu inmediatamente queda sorprendido por la revelación y decide ir a tomar acción antes de que ocurra una catástrofe aún mayor. Anakin le pide a Windu que lo lleve con él para arrestarlo, pero este se niega ya que este detecta mucha confusión en la mente de Anakin y sería muy peligroso que vaya con ellos, pero le asegurará su confianza si su descubrimiento resulta ser verdadero y le pide a Anakin esperar en la cámara del consejo hasta que regresen.
Finalmente, intrigado por las declaraciones de Palpatine y confundido por el miedo a perder a Padmé, el joven Jedi decide ir inmediatamente a la oficina de Palpatine, mientras tanto Windu y sus acompañantes maestros Jedi, Kit Fisto, Agen Kolar y Saesee Tiin llegan a la oficina del canciller para arrestar a Palpatine por el delito de traición a la República. Sin embargo el canciller toma esta acción como una amenaza, pero Windu le advierte que el Senado ahora decidirá la suerte de Palpatine. Sin embargo este le responde al maestro Jedi en tono amenazante diciendo: "¡Yo soy el Senado!", pero Windu lo desacredita diciendo: "¡Aún no!". Al verse acorralado, Palpatine decide terminar su engaño y saca de su manga derecha un sable de luz rojo revelando de esta forma su verdadera identidad como Darth Sidious y comienza un duelo de sables de luz contra ellos, logrando asesinar a los otros maestros Jedi con facilidad y continúa su combate con Windu, pero a diferencia de los otros maestros Jedi, el maestro Windu demuestra ser un oponente más duro de vencer y fácilmente el maestro Jedi logra desarmar al Señor Oscuro de los Sith. Justo en el clímax del combate entre Windu y Palpatine, Anakin se presenta minutos después a la oficina del canciller y encuentra a Palpatine desarmado y rodeado por Windu, quien además le menciona a Palpatine que está arrestado. Sin embargo Palpatine le pide a Anakin que lo ayude, ya que según él, los Jedi tomarían el control de todo, pero Windu le responde que la opresión de los Sith nunca regresará y que han fracasado. Sin embargo, y lejos de aceptar la derrota, Palpatine le lanza a Windu un ataque con sus Rayos de la Fuerza, pero Windu repele el ataque hacia Palpatine devuelta con su sable de luz y entre ambos inician una discusión, para que Anakin ayude a uno de los dos, dejando al joven Anakin en pleno conflicto consigo mismo sobre a quien de los dos ayudar. Una vez que Palpatine detiene su ataque y estando "cansado", Windu decide inmediatamente matarlo, para acabar con el conflicto de una vez por todas. Sin embargo e indubitado sobre la traición de la Orden Jedi a la República Galáctica, mencionada por Palpatine a partir del hecho de que "los Jedi no deben asesinar ni oprimir a sus rivales", Anakin trata de convencer a Windu de que el lord Sith merece un juicio, pero Windu le recuerda que Palpatine tiene el control del Senado Galáctico y de las Cortes, además de que es demasiado peligroso mantenerlo vivo. Justo cuando Windu se prepara para darle el golpe final, Anakin inmediatamente interfiere y le corta la mano derecha con la que sostenía su sable de luz. Desprotegido frente a Sidious, Windu es asesinado por los ataques de rayos producidos por el Señor Oscuro de los Sith el cual lo termina lanzando por la ventana hacia el vacío. Luego de acabar con Windu, el mismo Sidious inmediatamente elige a Anakin como su nuevo aprendiz, dándole el nombre de Darth Vader.
Anakin —ahora descubierto, en su nueva identidad, como un nuevo lord Sith— jura lealtad a su nuevo maestro y comienza a ejecutar sus órdenes con el uso del Lado Oscuro de la Fuerza. Como su primera misión y como nuevo aprendiz de lord Sidious, Anakin es enviado a acudir al Templo Jedi para asesinar a todos los niños y demás aprendices de la Orden Jedi acompañado de sus tropas de la legión de soldados clones 501. A su vez, Darth Sidious envía sus órdenes precisas a los soldados clones activos en la galaxia, para eliminar a sus respectivos generales Jedi, mediante la promulgación de una directiva programada bajo la Orden Secreta Número 66. Con dicha resolución activada, el Comandante clon Cody desde el planeta Utapau rápidamente le ordena a sus tropas del Batallón 212 abrir fuego a traición y por la espalda contra Obi-Wan, el cual es impactado por el disparo, junto a su bestia que montaba en ese momento y se caen al vació, pero afortunadamente el maestro Jedi sobrevive a la caída y escapa secretamente del planeta por medio de la nave del difunto General Grievous, al mismo tiempo la mayoría de los maestros Jedi son rápidamente traicionados y asesinados por sus propias tropas de soldados clones sin piedad y sin misericordia, entre los cuales se destacan: el maestro Jedi Ki-Adi-Mundi, el cual se encontraba en el planeta Mygeeto comandando una fuerte ofensiva contra las tropas enemigas, sin embargo y de forma sorpresiva el maestro Jedi es traicionado por el Comandante clon Bacara y sus tropas, los cuales abren fuego en contra del maestro Jedi, quien a pesar de poder defenderse y reflectar varios disparos de sus tropas, este no puede reflectar todos los disparos continuos de los clones y es asesinado por sus propias tropas de soldados clon, por su parte la maestra Jedi Aayla Secura, quien se encontraba realizando un asalto en el planeta Felucia es sorpresivamente traicionada por la espalda por el Comandante clon Bly y sus propias tropas, los cuales abren fuego en contra de la maestra Jedi y la rematan en el suelo, sin que esta pudiera reaccionar ante el peligro inminente, por otro lado el maestro Jedi Plo Koon, quien se encontraba en el planeta Cato Neimoidia piloteando su nave Jedi Interceptor, es rápidamente traicionado y derribado por sus propios pilotos clon, dirigidos por el Capitán clon Jag y su nave se estrella poco después contra un edificio, donde lamentablemente muere tras el violento choque y finalmente la maestra Jedi Stass Allie, quien se encontraba en el planeta Saleucami, es rápidamente traicionada por sus propias tropas de soldados clones dirigidas por el Comandante clon Neyo y es rápidamente derribada por los disparos de los speeders de sus soldados clones, además de que muchos de los Jedi no pudieron ni siquiera reaccionar ante el peligro que se avecinaba. Mientras tanto, el maestro Jedi Yoda (Frank Oz) quien se encontraba en el planeta Kashyyyk ayudando a los wookies locales contra la flota enemiga, por poco es atacado a traición y por la espalda por el Comandante clon Gree y otro soldado clon, sin embargo estos soldados clones subestiman al pequeño maestro Jedi y rápidamente Yoda los decapita a ambos de un solo movimiento de su sable de luz y escapa secretamente del planeta con la ayuda del líder de la tribu de los wookies Tarfull y el mismísimo Chewbacca por medio de una cápsula de escape y por otro lado el maestro Obi-Wan Kenobi también consigue sobrevivir a la emboscada inicial, la cual sería llamada la Gran Purga Jedi y deciden ponerse a salvo con la ayuda del senador Bail Organa (Jimmy Smits), quien previamente había acudido al Templo Jedi a ver que estaba sucediendo, debido a los incendios y el caos, sin embargo el Comandante clon Appo lo había recibido en la entrada bajo la coartada de que había una supuesta rebelión y que la situación estaba bajo control. Sin embargo cuando Bail decidió insistir en entrar, el Comandante clon Appo lo amenaza con su rifle blaster y le menciona al senador que debía retirarse del Templo Jedi, pero justo cuando este se disponía a retirarse un padawan superviviente llamado Zett Jukassa trata de escapar con él, pero es rápidamente asesinado justo en frente de él y con este hecho el senador decide escapar rápido del templo a ver lo que realmente habían hecho los soldados clones. Mientras tanto Darth Vader, tras asesinar a todos los niños y jóvenes aprendices, acude con Padmé en su anterior identidad como Anakin y le revela que la Orden Jedi ha intentado apoderarse de la República y traicionar al Senado. Después acude al planeta Mustafar para cumplir con su siguiente misión.
En el Senado Galáctico, Darth Sidious —bajo su coartada de canciller— informa a los Senadores del presunto complot organizado por la Orden Jedi para derrotar a la República y apoderarse de la galaxia. Como solución, plantea la reorganización de la misma en un nuevo sistema político, el Imperio Galáctico. La medida correctiva es aprobada por casi todos los Senadores presentes en ese momento, poniendo fin a la República Galáctica. Padmé, quien se encontraba acompañada de Bail Organa y han votado en contra a la medida, solo pueden observar con impotencia todo el alboroto y le comenta a Bail diciendo: "Y así muere la libertad, con un fuerte aplauso".
Al llegar al Templo Jedi, Obi-Wan y Yoda masacran a todos los soldados clones en el lugar y se encuentran con los cuerpos de todos los padawans y maestros Jedi asesinados por los soldados clones, además de eso Yoda descubre también que algunos de los cuerpos de los padawans en particular no fueron asesinados directamente por los soldados clones, ya que algunas de las heridas fueron producidas por un sable de luz, —un arma exclusiva de la Orden Jedi o Sith—. Para conocer la identidad del asesino, Obi-Wan consulta las grabaciones de seguridad del Templo Jedi y descubre que Anakin es el responsable de toda la masacre junto con los soldados clones. Sorprendido e inquietado por esta revelación, Obi-Wan le pide al maestro Yoda que lo envíe a matar al Emperador, ya que le resultará muy difícil enfrentarse a Anakin, pues ha sido como "un hermano para él", pero Yoda le niega la petición y le menciona a Obi-Wan que no tiene lo necesario para enfrentarse a lord Sidious, puesto que es más poderoso que él y le recuerda que Anakin, el joven aprendiz que una vez entrenó ya no existe más y que fue consumido por Darth Vader y por el Lado Oscuro de la Fuerza. Antes de abandonar el Templo Jedi, ambos recalibran el código de emergencia y envían una señal para advertirle a cualquier otro Jedi que quede con vida acerca del peligro existente en la galaxia y les ordena que no regresen al Templo Jedi, ni tampoco vayan al planeta Coruscant. Tras esto, Obi-Wan se reúne con Padmé, para preguntarle sobre el paradero de Anakin y al mismo tiempo informarle sobre la conversión de este al Lado Oscuro de la Fuerza. Aunque al principio Padmé se queda incrédula al creer en sus palabras esta decide no informarle a donde fue Anakin, pero Obi-Wan le suplica que por favor le diga en donde está, pero esta se sigue negando a decirle, ya que según ella, Obi-Wan solo quiere matarlo, pero este le informa que ahora Anakin se ha convertido en una amenaza para todos como para sí mismo y que el canciller Palpatine es el responsable de todo el conflicto armado desde principio y también es el Señor Oscuro de los Sith que los Jedi estaban buscado durante mucho tiempo, también le menciona que tras la muerte del Conde Dooku, inevitablemente Anakin se convirtió en su nuevo aprendiz. Ante esto, Padme le dice a Obi-Wan que no puede ayudarlo, por lo que este último decide retirarse del departamento, pero antes de irse y usando sus instintos Jedi, Obi-Wan descubre todo sobre el embarazo de Padme y deduce que Anakin es el padre y se lamenta por todo lo que pasó. Horas más tarde Padme decide partir en su nave al planeta Mustafar, para buscar a su esposo acompañada del droide C-3PO y exigirle una explicación de todo lo sucedido al mismo Anakin, pero sin que ella se dé cuenta, Obi-Wan se infiltra secretamente en su nave y se esconde en un compartimiento.
Luego de terminar la orden dictada por su nuevo maestro de que fuera al planeta minero de volcanes Mustafar, en donde traiciona y asesina a todos los miembros de la Alianza de la Confederación Separatista sin piedad y sin misericordia alguna, el último que quedaba, el Virrey Gunray intentó suplicar piedad por su vida, pero Anakin sin ni siquiera escuchar sus súplicas lo asesina sin piedad y de esta forma termina con su misión asignada. Después de la masacre, Anakin le informa al Emperador que ha terminado su misión con éxito, luego Palpatine le ordena a Anakin que envíe un mensaje a las naves de la Federación de Comercio, para que todas las unidades droides sean desactivadas inmediatamente, pero justo cuando termina su reunión con el, inesperadamente detecta la nave de su esposa Padmé acercándose al lugar.
A su llegada al planeta Mustafar, Padmé conversa con Anakin acerca de las declaraciones hechas por Obi-Wan previamente, en donde Anakin le explica su creencia en derrocar a "Lord Sidious" en el futuro para gobernar la galaxia junto a ella. Sin embargo, Padme descubre el enorme cambio de Anakin y que Obi-Wan le decía la verdad, además le responde que no puede apoyarlo en la idea de convertirse al Lado Oscuro y queda con el corazón roto al descubrir que su esposo se ha convertido en un monstruo. Pero súbitamente Obi-Wan baja de la nave donde viajaba escondido e interrumpe su discusión y Anakin furioso acusa a Padmé de traicionarlo e intenta asfixiarla con La Fuerza, sin embargo Obi-Wan logra convencer a Anakin de que la deje en paz y luego intenta razonar con él, pero se da cuenta de que Anakin se encuentra consumido por el Lado Oscuro de La Fuerza; comienza un épico duelo de sables de luz con él. Mientras tanto en el edificio del Senado, el Gran Maestro de la Orden Jedi, Yoda se enfrenta a Darth Sidious en un increíble y arriesgado duelo en el Senado, al principio ambos se vieron igualados en poder, hasta en medio del enfrentamiento, Darth Sidious comienza a arrojarle al maestro Jedi por medio de la Fuerza los diferentes cubículos de los senadores, con tal de eliminarlo, sin embargo Yoda consigue esquivar los ataques de Palpatine y donde también cuando este le arrojaba uno de los cubículos, Yoda lo intercepta con la Fuerza y comienza a darle vueltas en círculos, para momentos después lanzarlo devuelta hacia el malvado Señor Oscuro de los Sith, el cual apenas consigue esquivar el ataque y salta a otro cubículo vació y pierde de vista momentáneamente a Yoda, pero rápidamente el maestro Jedi se le acerca al lord Sith armado con su sable de luz, sin embargo en ese momento Darth Sidious ataca al maestro Yoda usando sus poderosos Rayos de la Fuerza y consigue desarmar al maestro Jedi, el cual deja caer su sable de luz hacia el vació y comienza un fuerte choque de poderes entre los Rayos de la Fuerza del Señor Oscuro de los Sith, sin embargo en el clímax del combate cuando ambos empiezan a regresarse uno a otro los Rayos de la Fuerza, el constante choque de poderes provocan una fuerte explosión que los empuja a ambos para atrás, lo que causa que Palpatine apenas consiga sujetarse de uno de los barandales de los cubículos del Senado y consigue sobrevivir de caerse mientras se ríe siniestramente, mientras que por otro lado el maestro Yoda se agarra con sus garras en el borde del asiento central del Senado para evitar caerse, pero desafortunadamente el maestro Jedi se resbala y termina cayendo al fondo de la oficina del Senado y consigue apenas sobrevivir a la caída. Después del feroz combate, Yoda se ve obligado a aceptar su derrota contra Palpatine y se ve forzado a escapar por un ducto de ventilación del Senado, para luego contactar al senador Bail Organa solicitando una extracción del edificio del Senado antes de que descubran que el maestro Jedi sigue con vida, por su parte el senador Bail Organa le pide al maestro Yoda que active su señal de rastreo para recogerlo en el punto de encuentro acordado. Por otro lado, el Emperador Palpatine es auxiliado por un grupo de soldados clones, liderados por el Comandante clon Thire los cuales comienzan a buscar el rastro del maestro Yoda, pero pronto le informan a Palpatine que no hay rastros del cuerpo del maestro Jedi por ninguna parte, pero en eso el mismo Mas Amedda les menciona a los soldados clones de que es probable de que Yoda no esté muerto, por lo que Palpatine le ordena a los soldados clones que lo busquen por todas partes antes de que el Jedi intruso se escape y los soldados clones se retiran de la zona para doblar la búsqueda del maestro Yoda, tan pronto como los soldados clones se retiran de la escena, el mismo Palpatine le ordena a Mas Amedda que prepare su nave para salir de inmediato, ya que siente que su aprendiz esta en peligro y necesita ir a ayudarlo. Por otro lado, el maestro Yoda finalmente consigue llegar hasta una escotilla de escape y es recogido por el senador Organa, a quien el maestro Yoda rápidamente le comenta que desgraciadamente deberá irse al exilio, debido a que su misión de derrotar a los Sith fue un rotundo fracaso. Mientras tanto el duelo épico de Anakin y Obi-Wan se desarrolla desde la plataforma de aterrizaje de los edificios administrativos del planeta Mustafar, hasta el río de lava que fluye cerca de estos, donde los droides mineros extraen minerales directamente del torrente de magma del planeta. Tras una larga batalla donde destruyen las instalaciones mineras, Obi-Wan obtiene la ventaja durante la batalla logrando posicionarse en un terreno firme más alto sobre su oponente y aconseja a su ex-aprendiz que se retire del duelo, puesto que la ventaja es para él.
Ante la negativa de rendirse, Anakin realiza un gran salto sobre Obi-Wan para intentar atacarlo por la espalda, pero éste logra cortarle las piernas y el brazo izquierdo con su sable de luz. Ahora completamente mutilado, Skywalker comienza a rodar por el terraplén de la zona y se detiene en el borde del río de lava, donde Obi-Wan le menciona con mucho dolor lo que le ha producido conocer su conversión al Lado Oscuro diciendo: "¡Tu eras el elegido, debías destruir a los Sith, no unirte a su fuerza!, ¡ibas a darle equilibrio a la fuerza, no dejarla en la oscuridad!", por otro lado Anakin le grita a Obi-wan en estado de dolor, furia y locura diciendo "¡Te odio!" y comienza a quemarse por el mínimo contacto directo con la lava, la cual le provoca horribles quemaduras mortales de segundo y tercer grado, además de graves daños pulmonares. Finalizado el combate, Obi-Wan decide abandonar el planeta Mustafar junto con Padmé, C-3PO y R2-D2, llevándose también el sable de luz de Anakin consigo y deja a su ex-aprendiz agonizando lentamente en la zona volcánica. Sin embargo, poco después de que Obi Wan abandonara el planeta, el Emperador Palpatine, sospechando que su nuevo aprendiz necesitaba ayuda en Mustafar, llega minutos después al planeta y rescata a un Anakin casi moribundo e incinerado, donde primero le pide a sus tropas de soldados clones traerle una cápsula médica de inmediato para rápidamente sacarlo del lugar. Horas más tarde Anakin es llevado de vuelta a Coruscant en donde es atendido de emergencia en un centro médico secreto, en donde droides médicos tratan de sanarlo, donde el cuerpo casi carbonizado de Anakin es sometido a una operación artificial para tratar sus heridas y sus horribles quemaduras de segundo y tercer grado, en donde también se le implantan unas piernas artificiales y un nuevo brazo artificial, siendo introducido en el interior de un traje metalizado de color negro y un casco con respiración asistida que le permitirán seguir con vida tras los terribles daños a sus órganos vitales por los gases calientes y las quemaduras de lava en todo su cuerpo.
Por otro lado y a bordo de un centro médico en el cinturón de asteroides Polis Massa, Padmé recibe asistencia médica por una complicación surgida en su embarazo. Pero a pesar de los intentos médicos por rescatarla, ella pierde la voluntad de vivir después de conocer la conversión de Anakin; sin embargo y antes de morir, Padmé da a luz a dos hijos mellizos, un niño y una niña, a los cuales llama Luke y Leia, respectivamente. En sus últimos minutos de vida, Padmé le dice al mismo Obi-Wan que percibe que aún hay bondad en Anakin y finalmente muere. Por otro lado Anakin ahora bajo el nombre de Darth Vader se recupera de la operación, vistiendo el clásico traje negro y la máscara que le dan un aspecto de robot. Le pregunta al Emperador Palpatine como está Padmé y si está bien, pero éste le responde que desafortunadamente en medio de su furia, el mismo Vader la asesinó accidentalmente. Al oír esto, un enfurecido Vader, lleno de ira y rencor por la culpa de la muerte de Padmé, empieza a destruir todo el centro médico con la Fuerza y grita histéricamente: "¡Nooooooo!"'
Tras este trágico desenlace, en medio de una reunión entre Obi-Wan, Yoda y Bail Organa, éstos deciden que lo mejor será mantener ocultos y separados a los hijos mellizos de Padmé y Anakin en algún lugar donde los Sith no puedan detectar su presencia y su futura amenaza, por su parte el senador Organa les menciona a ambos maestros Jedi, que el mismo se encargara del cuidado de la niña, ya que según el senador, su esposa y este último siempre quisieron adoptar a una bebé y que tendrá todo el amor que necesite con ellos en el planeta Alderaan, por lo que Obi-Wan está de acuerdo con la petición, sin embargo este les cuestiona sobre que es lo que harán con el niño y el maestro Yoda le sugiere que lo lleve al planeta Tatooine, con la familia adoptiva de Anakin, los Lars, por lo que Obi-Wan les menciona que el se encargará de llevárselos a salvo y que también lo cuidará y vigilará de cerca, tras finalizada la sesión y hasta que llegue el momento ellos deberán permanecer ocultos y exiliados del ojo público, pero justo cuando el senador Bail Organa se retira de la escena, el maestro Yoda le pide a Obi-Wan que espere un momento que necesita hablar en privado con él, en donde le menciona que mientras este último estará exiliado en el planeta Tatooine, hay un entrenamiento especial para él de parte de un viejo amigo, un antiguo fantasma que regreso del inframundo de la Fuerza, el fallecido maestro Qui-Gon Jinn (quien murió en durante los acontecimientos de la Batalla de Naboo) y que antes de irse, el maestro Yoda le enseñara como poder comunicarse con él. Más tarde en el planeta Naboo es realizado el funeral de Padmé junto con todos los habitantes del planeta en la cual lleva en su mano el regalo que le dio Anakin cuando era niño, mientras tanto en algún lado de la galaxia el Emperador Palpatine aprecia junto a Darth Vader y el Grand Moff Tarkin y el resto de la flota del Imperio Galáctico la construcción de la Estrella de la Muerte. Mientras tanto Leia es llevada al planeta Alderaan, para ser adoptada por el senador Organa y su esposa para permanecer oculta. Mientras que por otro lado Luke es llevado por Obi-Wan al planeta Tatooine para vivir con Owen Lars, el hermanastro de Anakin y con su esposa Beru, además de ello Obi-Wan también vigilará a Luke mientras está exiliado en el planeta Tatooine. Por otro lado Yoda vivirá como exiliado en el planeta Dagobah, esperando el crecimiento de los hijos de Padmé y Anakin, las únicas esperanzas de rescatar a la galaxia del naciente malvado Imperio Galáctico.

## Reparto
- Ewan McGregor como Obi-Wan Kenobi, un maestro Jedi y general de las fuerzas de la república galáctica.
- Hayden Christensen como Anakin Skywalker / Darth Vader, un recién ascendido al rango de Caballero Jedi y héroe de las Guerras Clon que se pasa al lado oscuro de la fuerza. James Earl Jones se encarga de la voz.
- Natalie Portman como la senadora Padmé Amidala, la senadora y representante de Naboo y la esposa de Anakin en secreto.
- Ian McDiarmid como el Canciller Palpatine / Darth Sidious, el canciller Supremo de la república galáctica y, en secreto, un maestro Sith.
- Samuel L. Jackson como Mace Windu, un maestro Jedi tradicionalista y miembro del Alto Consejo.
- Christopher Lee como el Conde Dooku / Darth Tyranus, el líder separatista y un Lord Sith aprendiz de Darth Sidious.
- Frank Oz como Yoda, un maestro Jedi y representante principal del consejo Jedi.
- Jimmy Smits como Bail Organa, un senador representante de Alderaan.
- Anthony Daniels como C-3PO, un androide de protocolo que pertenece a Padmé. Anakin lo construyó.
- Kenny Baker como R2-D2, un droide astro mecánico que pertenece a Anakin.
- Matthew Wood como el General Grievous (voz), un general de las fuerzas droides separatistas y aprendiz de Dooku.
- Peter Mayhew como Chewbacca, un wookie del planeta Kashyyyk quien se hace amigo del maestro Yoda.
- Ahmed Best como Jar Jar Binks, un senador representante de los Gungan de Naboo.

- Keisha Castle-Hughes como la reina de Naboo.
- Silas Carson como Ki-Adi-Mundi y Nute Gunray.
- Jay Laga'aia como el capitán Typho.
- Bruce Spence como Tion Medon.
- Wayne Pygram como el gobernador Tarkin.
- Temuera Morrison como el comandante Cody.
- David Bowers como Mas Amedda.
- Oliver Ford Davies como Sio Bibble.
- Rohan Nichol como el capitán Raymus Antilles.
- Jeremy Bulloch como el capitán Colton.
- Amanda Lucas como Terr Taneel.
- Matt Sloan como Plo Koon.
- Rebecca Jackson Mendoza como la reina de Alderaan.
- Joel Edgerton como Owen Lars.
- Bonnie Maree Piesse como Beru Lars.
- Jett Lucas como Zett Jukassa.
- Tux Akindoyeni como Agen Kolar.
- Matt Rowan como el senador Orn Free Taa.
- Kenji Oates como Saesee Tiin.
- Amy Allen como Aayla Secura.
- Bodie Tihoi Taylor y Robert M. Bouffard como las tropas clon.
- Graeme Blundell como Ruwee Naberrie.
- Trisha Noble como Jobal Naberrie.
- Claudia Karvan como Sola Naberrie.
- Keira Wingate como Ryoo Naberrie.
- Hayley Mooy como Pooja Naberrie.
- Sandi Finlay como Sly Moore.
- Katie Lucas como Chi Eekway.
- Genevieve O'Reilly como Mon Mothma.
- Warren Owens como Fang Zar.
- Kee Chan como Malé-Dee.
- Rena Owen como Nee Alavar.
- Christopher Kirby como Giddean Danu.
- Kristy Wright como Moteé.
- Coinneach Alexander como Whie.
- Olivia McCallum como Bene.
- Michael Kingma, Axel Dench, Steven Foy, Julian Khazzouh, James Rowland, David Stiff, y Robert Cope como los Wookiee.
- David Acord como GH-7, un droide médico.
- Jerome St. John Blake como Mas Amedda.
- Jill Brooks.
- Gene Bryant como Darth Vader.
- Dominique Chionchio, Gervais Koffi y Mike Savva como Knight, un jedi.
- Rob Coleman.
- Ben Cooke como Kit Fisto.
- Fay David como Luminara Unduli.
- Paul Davies como Meena Tills, un senador.
- Caroline de Souza Correa como el ayudante de Bail Organa.
- Eliana Dona como Hand Maiden.
- Malcolm Eager como un oficial de Naboo.
- Nina Fallon como Stass Allie.
- Lawrence Foster como un senador de color azul.
- Chantal Freer como Elle.
- Tim Gibbons como un senador.
- Nick Gillard como Cin Drallig.
- Roger Guyett.
- Philip Harvey como Nikto.
- Pablo Hidalgo como Janu Godalhi.
- James Earl Jones como Darth Vader.
- Goran D. Kleut como Lampay Fay.
- John Knoll como un piloto del barco.
- Janet Lewin.
- Bai Ling como Bana Breemu, una senadora.
- George Lucas como el barón Papanoida.
- Dean Mitchell como Cellheim Anujo.
- Paul James Nicholson como Po Nudo, un senador.
- Blake Nickle como Calek Kelbin, un senador.
- Denise Ream.
- Christopher Rodríguez como Gilgamour.
- Hamish Roxburgh como un guardia de Naboo.
- Jacqui Louez Schoorl como un senador.
- Lisa Shaunessy como una senadora.
- Orli Shoshan como Shaak Ti.
- John Sigurdson.
- Christian Simpson como BD-3000, un droide lujoso.
- Paul Spence como Ask Aak, un senador.
- Suzie Steen como Hand Maiden 3.
- Marty Wetherill como Passel Argente, un magistrado.
- Masa Yamaguchi como un senador.

## Banda sonora
Se lanzó el 3 de mayo de 2005 por Sony Classical, aunque en este caso es un álbum doble con un CD conteniendo la musicalización parcial del filme, como con los dos episodios anteriores, y un DVD con música de las seis películas en forma de vídeos.

### Disco uno, CD
| N.º   | Título                                       | Duración |  |
| 1.    | «Star Wars and the Revenge of the Sith»      | 7:31     |  |
| 2.    | «Anakin's Dream»                             | 4:46     |  |
| 3.    | «Battle of the Heroes»                       | 3:42     |  |
| 4.    | «Anakin's Betrayal»                          | 4:03     |  |
| 5.    | «General Grievous»                           | 4:07     |  |
| 6.    | «Palpatine's Teachings»                      | 5:25     |  |
| 7.    | «Grievous and the Droids»                    | 3:27     |  |
| 8.    | «Padmé's Ruminations»                        | 3:16     |  |
| 9.    | «Anakin vs. Obi-Wan»                         | 3:57     |  |
| 10.   | «Anakin's Dark Deeds»                        | 4:05     |  |
| 11.   | «Enter Lord Vader»                           | 4:14     |  |
| 12.   | «The Immolation Scene»                       | 2:41     |  |
| 13.   | «Grievous Speaks to Lord Sidious»            | 2:49     |  |
| 14.   | «The Birth of the Twins and Padmé's Destiny» | 3:37     |  |
| 15.   | «A New Hope and End Credits»                 | 13:05    |  |
| 70:45 |                                              |          |  |

### Disco dos,DVD
Star Wars: A Musical Journey es un DVD de acompañamiento lanzado junto con el CD de la música del tercer episodio de la saga, con las más representativas partituras de la doble trilogía en forma de videoclips.
1. A Long Time Ago — 20th Century Fox fanfare / Star Wars Main Title (De todos los filmes)
2. Dark Forces Conspire — Duel of the Fates (de The Phantom Menace)
3. A Hero Rises — Anakin's theme (de The Phantom Menace)
4. A Fateful Love — Across the Stars (de Attack of the Clones)
5. A Hero Falls — Battle of the Heroes (de Revenge of the Sith)
6. An Empire is Forged — The Imperial March (de The Empire Strikes Back)
7. A Planet that is Farthest from — The Dune Sea of Tatooine / Jawa Sandcrawler (de Star Wars)
8. An Unlikely Alliance — Binary Sunset / Cantina theme (de Star Wars)
9. A Defender Emerges — Princess Leia's theme (de Star Wars)
10. A Daring Rescue — Ben Kenobi's Death / TIE Fighter Attack (de Star Wars)
11. A Jedi is Trained — Yoda's theme (de The Empire Strikes Back)
12. A Narrow Escape — The Asteroid Field (de The Empire Strikes Back)
13. A Bond Unbroken — Luke and Leia (de Return of the Jedi)
14. A Sanctuary Moon — The Forest Battle [concert suite] (de Return of the Jedi)
15. A Life Redeemed — Light of the Force (de Return of the Jedi)
16. A New Day Dawns — Throne Room / Finale (de Star Wars)

## Música
- La Batalla sobre Coruscant (The Battle over Coruscant). Es otra sinfonía como las que caracterizaran a las películas de la trilogía original, pero la primera diferencia notable es que esta es particularmente corta, comienza con la película a base de un retumbante sonido de percusiones graves con timbales y propiamente acaba cuando los caballeros Jedi llegan ante el conde Dooku y el canciller Palpatine hecho prisionero. Sin embargo es de lo más logrado de la nueva trilogía y uno de los motivos por los cuales la música de esta tercera película fue la mejor vista.
- Tema del general Grievous (General Grievous Theme). Como su nombre indica es el tema utilizado para el villano del inicio del Episodio III el cual también tiene acompañamiento coral, y suena un poco más intenso representando su vileza.
- El Duelo del Canciller (Chancellor's Duel). Una muy compleja sinfonía que no hace su aparición en la banda sonora de esta película, lo cual recibió muchas quejas de los seguidores de la Saga, pues es una canción que se ha utilizado en juegos y en otros diferentes sitios. Originalmente aparece cuando Mace Windu se enfrenta a Palpatine, ambos en un feroz duelo en la oficina del Canciller Supremo en Coruscant.
- Batalla de los Héroes (Battle of the Heroes). Es el tema utilizado para el enfrentamiento entre Obi-Wan y Anakin, también con acompañamiento coral y a su vez una contraparte de Duelo de los Destinos, por lo cual este resulta más trágico. Este tema incluso se publicó como sencillo.
- Inmolación (Immolation). Música que se usó durante la escena de Darth Vader en llamas con profusión de violines.
- La traición de Anakin (Anakin's Betrayal) Música, a base de violines, que suena durante la Orden 66

## Estreno
El estreno del Episodio III se realizó en simultáneo en varios países. En Estados Unidos batió récord de taquilla y espectadores. Este mismo suceso se produjo en varios países entre ellos Argentina, donde 72.188 espectadores fueron el día estreno, superando a Titanic (64.483) y La Pasión de Cristo (63.913) que tenían el récord en ese país.
El fenómeno del estreno del Episodio III, no fue mejor a la de sus antecesoras en la saga, los aficionados han realizado colas para adquirir sus entradas anticipadas en todas partes del mundo inclusive en regiones donde el clima invernal azotaba con temperaturas bajas y lluvias.

[..]El 11 de mayo del 2005 estuvimos allí, en aquella agónica mañana de lunes allá por el Village Recoleta, [..], algunos fans para conseguirlo superaron la prueba del insolente frío de la noche de Buenos Aires, y fueron los primeros en hacer fila hasta el día siguiente. También estuvo el cauto que llevó su banco para hacerle frente a las largas horas, mientras era blanco de los ojos envidiosos de la gente que hacia cola sin que esta se moviera mientras los minutos pasaban al igual que el peatón promedio que transitaba por ahí. (Fuente: Fuerza imperial)

[..]Pero vayamos a los números, que impactan. Sólo en la Argentina, el Episodio III se estrenó con 120 copias, veinte de ellas habladas en castellano. Y las funciones arrancaron a la medianoche del miércoles: 13.020 personas vieron la película en las 77 funciones que se programaron en la madrugada, con salas en las que hubo dos o tres funciones (a las 0.15 y 1.30, por ejemplo). Una cifra impactante para funciones de trasnoche en un día laboral.(fuente: Diario Clarín)

### Clasificación
La venganza de los sith fue la primera película de Star Wars en ser clasificada PG-13 por la Motion Picture Association of America, oficialmente por "violencia de ciencia-ficción y algunas imágenes intensas", señaladamente por la escena en la que Anakin se encuentra en llamas. Algunos críticos, incluyendo a Roger Ebert y Richard Roeper, respondieron luego que el filme puede ser visto por niños mientras que estos tengan una guía de padres, por lo que le correspondería el "grado PG"." Al mismo tiempo, Lucas declaró meses atrás que la decisión de la MPAA era correcta y que la película debía recibir esta clasificación, porque los momentos finales de Anakin son los más oscuros y emocionales de toda la saga. El grado PG-13 no existía cuando la trilogía original fue estrenada y esta fue clasificada PG; sin embargo, la trilogía original fue sometida a cambios de las versiones estrenadas, pero mantuvieron su clasificación original. Cuando La venganza de los sith fue estrenada en Canadá, recibió PG en la mayoría de las provincias, exceptuando a Quebec, donde fue clasificada G. En el Reino Unido recibió el grado "12A" (equivalente al grado PG-13 estadounidense).

### Lanzamiento del DVD
Star Wars Episodio III: La venganza de los sith fue estrenada en DVD el 31 de octubre de 2005 en el Reino Unido, el 1 de noviembre de 2005 en Estados Unidos y Canadá, el 2 de noviembre de 2005 en España y el 3 de noviembre de 2005 en Australia. También fue lanzado aproximadamente o el mismo día en la mayoría de los territorios. El DVD tiene un conjunto de dos discos, con película y sonido remasterizado de la fuente digital original. Diferente a las demás películas dirigidas por Lucas, La venganza de los sith fue estrenada en DVD sin ninguna alteración notable de la versión teátrica, exceptuando una escena cerca del final: Esta escena es el funeral de Padmé.
El DVD tiene un número de documentales incluyendo uno de larga duración de dos featurettes, uno que explora la profecía de Anakin Skywalker como El Elegido, el otro explorando a los dobles de riesgo de la película y una colección de 15 breves documentales del Sitio web oficial presentados durante la realización de la película. Como los demás DVD, incluye un audiocomentario introduciendo a George Lucas, el productor Rick McCallum, el director de animación Rob Coleman, y los supervisores de efectos visuales de ILM: John Knoll y Roger Guyett. Seis escenas eliminadas fueron incluidas con presentación de George Lucas y Rick McCallum. Un demo Xbox del juego Star Wars: Battlefront II junto con un tráiler del juego Star Wars Empire At War fueron incluidos en el segundo disco.
Este lanzamiento es notable ya que acorde a las campañas de publicidad, fue el primer filme de Star Wars en no ser estrenado en VHS (excepto en el Reino Unido, Australia y otros países del mundo).

## Recepción

### Crítica
En el agregador de reseñas Rotten Tomatoes, la película recibió una nota media de 7,3 sobre 10, con la aprobación del 81% de los críticos. En Metacritic, la película obtuvo un 68/100, lo que indica "críticas generalmente favorables".
La película supera a El Retorno del Jedi, la película más floja de la trilogía original, y es considerada la mejor película de la trilogía de las precuelas e incluso de la saga entera.
El público la recibió de forma positiva. En IMDb, la película recibió un 7,6 sobre 10 con base en 568.759 votos, siendo por mucho mejor valorada en contraste a La Amenaza Fantasma (6,5/10) y El Ataque de los Clones (6,6/10). En FilmAffinity, la película recibió un 7,1 sobre 10, siendo la película de la saga mejor recibida por la audiencia sin contar a la trilogía original. 
Según Ángel Sala es la máxima representante del cine en 2005 de la industria norteamericana de los últimos treinta años, al igual que sucede con La guerra de los mundos.

### Premios

#### Academy Awards /Oscars
| Año  | Categoría | Nominación                                                                    | Resultado |
| ---- | --------- | ----------------------------------------------------------------------------- | --------- |
| 2006 | Makeup    | Star Wars: Episodio III - La venganza de los Sith Dave Elsey and Nikki Gooley | Nominada  |

#### Golden Reel Award Motion Picture Sound Editors
| Año  | Categoría                                                   | Nominación                                   | Resultado |
| ---- | ----------------------------------------------------------- | -------------------------------------------- | --------- |
| 2006 | Best Sound Editing in Feature Film: Sound Effects and Foley | Star Wars: Episode III – Revenge of the Sith | Nominada  |

#### Grammys Awards
| Año  | Categoría                                                                        | Nominada                                          | Resultado |
| ---- | -------------------------------------------------------------------------------- | ------------------------------------------------- | --------- |
| 2005 | Best Score Soundtrack Album for Motion Picture, Television or Other Visual Media | Star Wars: Episodio III - La venganza de los Sith | Nominada  |

#### Saturn Awards/Academy of Science Fiction, Fantasy & Horror Films, USA
| Año  | Categoría                         | Nominados | Resultado |
| ---- | --------------------------------- | --- | --------- |
| 2005 | Best Science Fiction Film Release | Star Wars: Episode III – Revenge of the Sith (20th Century Fox/Lucasfilm)                                                   | Ganador   |
| 2005 | Best Music                        | John Williams Star Wars: Episode III – Revenge of the Sith (20th Century Fox/Lucasfilm)                                     | Ganador   |
| 2005 | Best Actor                        | Hayden Christensen Star Wars: Episode III – Revenge of the Sith (20th Century Fox/Lucasfilm)                                | Nominado  |
| 2005 | Best Actress                      | Natalie Portman Star Wars: Episode III – Revenge of the Sith (20th Century Fox/Lucasfilm)                                   | Nominada  |
| 2005 | Best Supporting Actor             | Ian McDiarmid Star Wars: Episode III – Revenge of the Sith (20th Century Fox/Lucasfilm)                                     | Nominado  |
| 2005 | Best Director                     | George Lucas Star Wars: Episode III – Revenge of the Sith (20th Century Fox/Lucasfilm)                                      | Nominado  |
| 2005 | Best Writing                      | George Lucas Star Wars: Episode III – Revenge of the Sith (20th Century Fox/Lucasfilm)                                      | Nominado  |
| 2005 | Best Costume                      | Trisha Biggar Star Wars: Episode III – Revenge of the Sith (20th Century Fox/Lucasfilm)                                     | Nominada  |
| 2005 | Best Make Up                      | Dave Elsey Lou Elsey Nikki Gooley Star Wars: Episode III – Revenge of the Sith (20th Century Fox/Lucasfilm)                 | Nominada  |
| 2005 | Best Special Effects              | John Knoll Roger Guyett Rob Coleman Brian Gernand Star Wars: Episode III – Revenge of the Sith (20th Century Fox/Lucasfilm) | Nominada  |